# Республика Корея на зимних Олимпийских играх 1984
Республика Корея принимала участие в Зимних Олимпийских играх 1984 года в Сараево (Югославия) в девятый раз за свою историю, но не завоевала ни одной медали.

## Состав сборной
Сборную страны представляло 15 спортсменов: 4 женщины и 11 мужчин, они соревновались в 5 видах спорта:
- биатлон
- горнолыжный спорт
- конькобежный спорт
- лыжные гонки
- фигурное катание.

Самым юным участником сборной был 17-летний горнолыжник О Уян(어우연), самым старшим — 27-летний конькобежец Ли Ёнха (이영하).

## Результаты

### Биатлон
Индивидуальная гонка на 20 км у мужчин прошла 11 февраля, спринт (10 км) у мужчин — 14 февраля. Трасса была проложена в Великом Поле на горе Игман.
Мужчины
| Спортсмен           | Дистанция | Время     | Штрафы | Место |
| ------------------- | --------- | --------- | ------ | ----- |
| Хван Бёндэ (황병대) | 10 км     | 44:43.2   | 6      | 62    |
| Хван Бёндэ (황병대) | 20 км     | 1:49:49.9 | 15     | 60    |

### Горнолыжный спорт
Трасса на горе Игман.

### Конькобежный спорт
Соревнования прошли с 8 по 19 февраля на открытом катке Зетра.

### Лыжные гонки
Лыжная трасса проходила на склоне горы Игман.
Мужчины
| Спортсмен          | Дистанция | Дата проведения | Время             | Место |
| ------------------ | --------- | --------------- | ----------------- | ----- |
| Пак Кихо́ (박기호)  | 15 км     | 13 февраля      | 48:55.6           | 62    |
| Пак Кихо́ (박기호)  | 30 км     | 10 февраля      | 1.45:41.9         | 60    |
| Ким Бона́м (김보남) | 15 км     | 13 февраля      | 52:04.4           | 72    |
| Чо Сонху́н (조성훈) | 15 км     | 13 февраля      | дисквалифицирован | —     |
| Чо Сонху́н (조성훈) | 30 км     | 10 февраля      | 1.50:32.1         | 67    |

### Фигурное катание

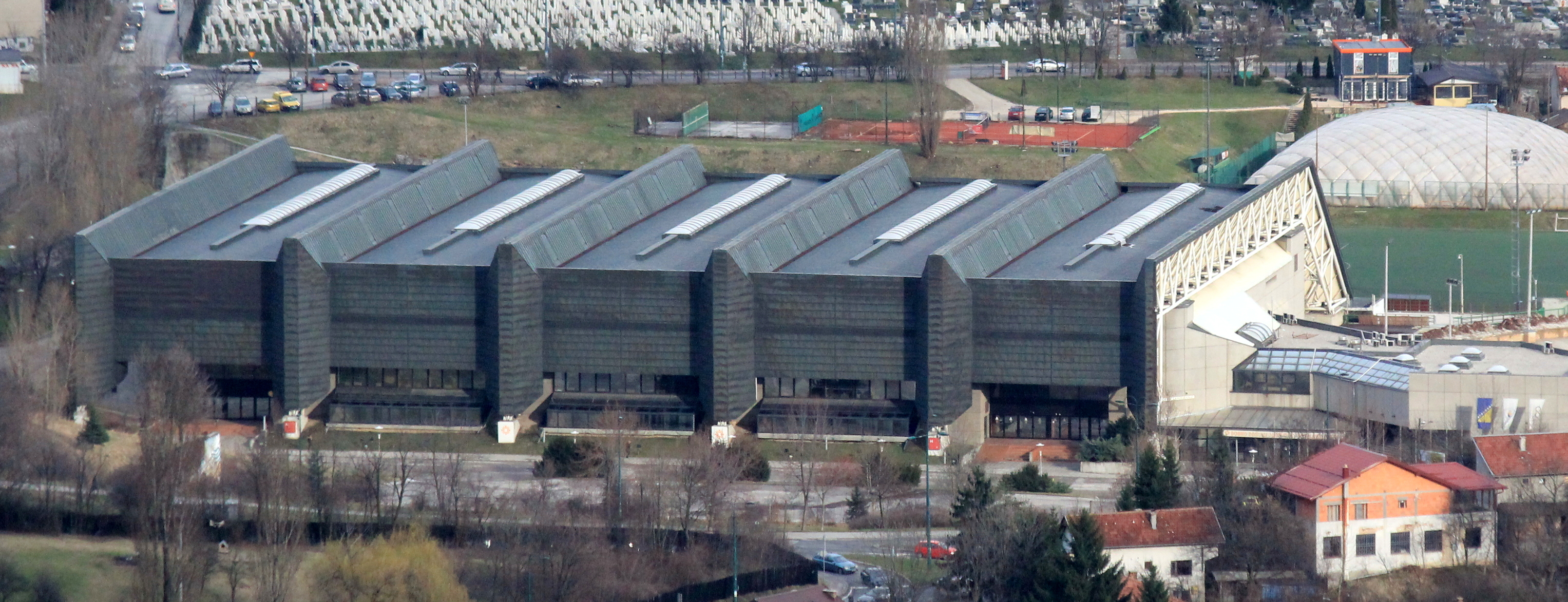
Ледовый дворец Зетра.

Соревнования прошли на искусственном льду Ледового дворца Зетра.
Мужчины — одиночное катание
| Спортсмен           | Обязательные фигуры | Короткая программа | Произвольная программа | Сумма мест (TFP) | Место |
| ------------------- | ------------------- | ------------------ | ---------------------- | ---------------- | ----- |
| Чо Джехён[уточнить] | 23                  | 23                 | 23                     | 46.0             | 23    |

Женщины — одиночное катание
| Спортсменка         | Обязательные фигуры | Короткая программа | Произвольная программа | Сумма мест (TFP) | Место |
| ------------------- | ------------------- | ------------------ | ---------------------- | ---------------- | ----- |
| Ким Хесон[уточнить] | 22                  | 23                 | 23                     | 45.4             | 23    |